# Mysmenopsis wygodzinskyi
Espèce
Mysmenopsis wygodzinskyi est une espèce d'araignées aranéomorphes de la famille des Mysmenidae.

## Distribution
Cette espèce est endémique de la région d'Amazonas au Pérou,.

## Description
La femelle holotype mesure 1,33 mm.

## Étymologie
Cette espèce est nommée en l'honneur de Petr Wolfgang Wygodzinsky.

## Publication originale
- Platnick & Shadab, 1978 : A review of the spider genus Mysmenopsis (Araneae, Mysmenidae). American Museum Novitates, no 2661, p. 1-22 (texte intégral).